# 孔雀会
孔雀会（くじゃくかい）は、台湾新北市中和区に本拠を置くとされる黒社会組織で、広域暴力団、天道盟の下部団体のひとつ。活動地域は主に台湾北部と中部で、総構成員は数百人。
天道盟最初の六大下部団体のひとつ。

## 略史
1984年、一清特別案件のため入獄した角頭が逮捕され、竹聯幇が勢力の巨大ないじめ人を頼りにしていることを不満に思って、刑務所の中で本省掛（本省人系）のヤクザ連盟を結んで外省掛（外省人系）の竹聯幇に対抗しにくることを提案している。李博熙はその時この提案に応えていた。
1987年、みんなが出獄した後に、すぐさま台湾各地で太陽会、済公会、孔雀会、不倒会、敏徳会、鴨覇会の下部団体（暴力団）を設立、李博熙は孔雀会の会長に就任した。
最初孔雀会は台北では中和市、永和市、土城市、万華区一帯で活動し、勢力を次第に拡大した後、活動範囲を更に桃園県と台中市まで広げた。
1990年、会長李博熙と警察側の銃撃戦で、李博熙は警察側に撃たれ死亡した。

## 歴代会長
- 初代目：李博熙
  - 代行：李恕權
- 二代目：陶小順
  - 代行：陳文彬

## 最高幹部
- 会長代行：陳文彬
- 副会長：不明
- 顧問：秦嗣來
- 顧問：官洲鎮
- 顧問：彭盛民
- 委員長：曾銀鵬

## 下部団体
- 木柵組
- 中和組
- 鶯歌組
- 桃園組
- 中壢組
- 林口組